# St.-Petrus-Kapelle (Poll)

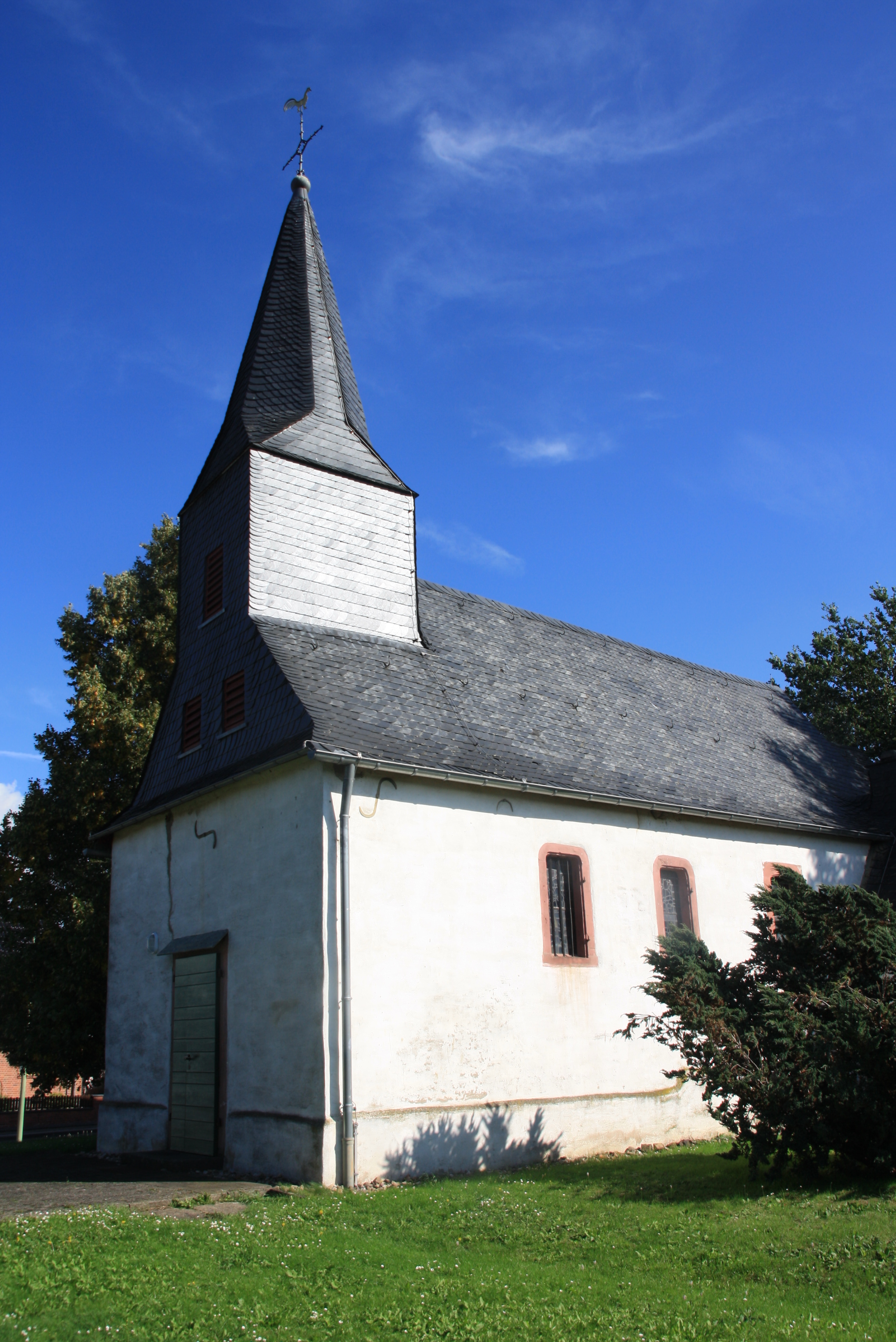
Die St.-Petrus-Kapelle

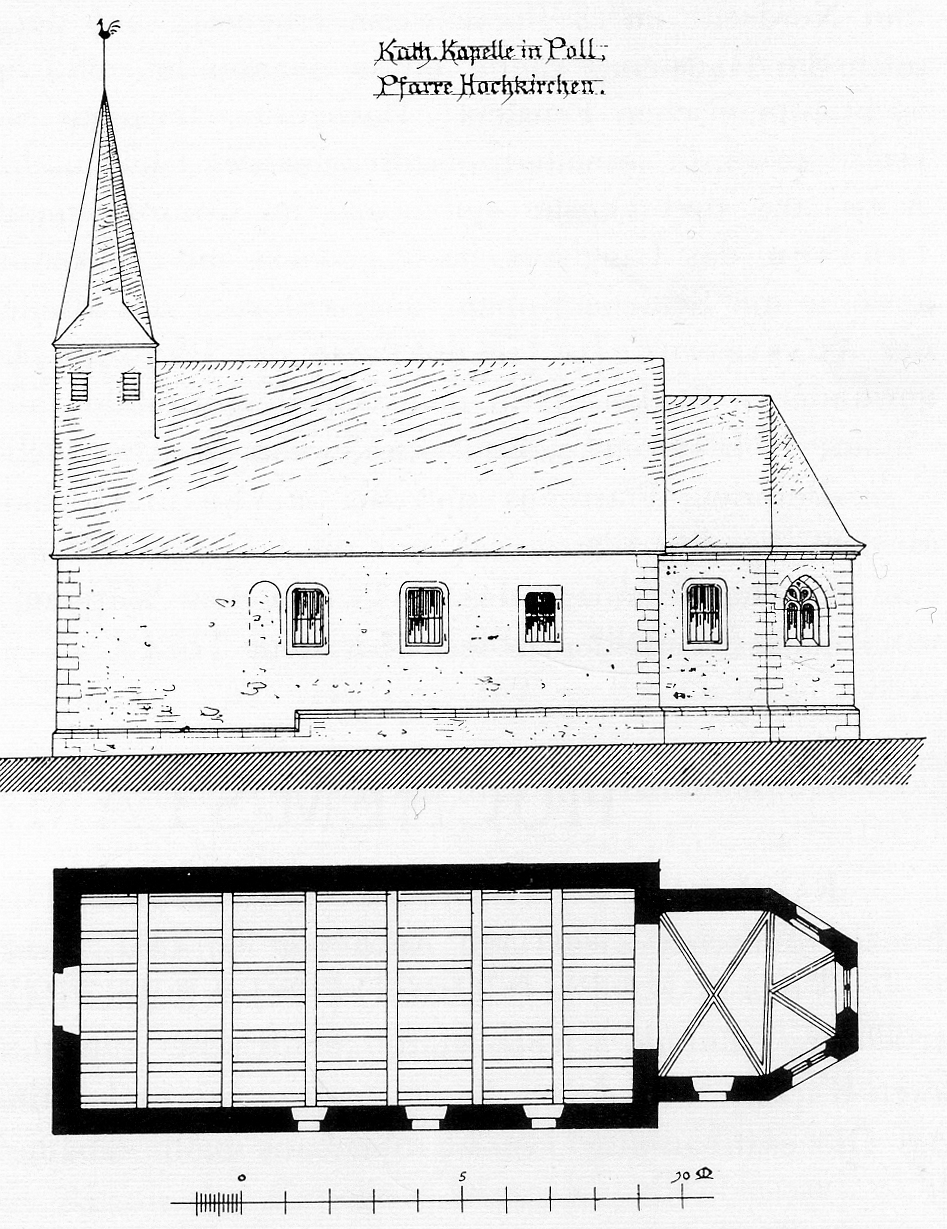
Zeichnung der Kapelle mit Grundriss

Die St.-Petrus-Kapelle befindet sich in Poll, einem Ortsteil der Gemeinde Nörvenich im Kreis Düren (Nordrhein-Westfalen).
Die Kapelle steht unter dem Patrozinium St. Petrus in Ketten. Sie wurde am 21. März 1985 in die Denkmalliste der Gemeinde Nörvenich unter Nr. 65 eingetragen.

## Bauwerk
Im Langhaus der heutigen Kapelle konnte man vor dem Auftragen der Kalktrass-Putzschicht im Jahre 1985 eine Menge römischen Baumaterials, u. a. das Bruchstück eines Weihesteines und romanische Bauteile finden. Bei den 1985 durchgeführten Arbeiten stellten die Archäologen des Bonner Landesmuseum fest, dass die erste Kapelle am heutigen Standort ein romanisches Bauwerk des 12. Jahrhunderts war, ein etwa 7 m langes Gebäude mit Rechteckchor. Romanische Bauteile kamen bei der Isolierung des Mauerwerks im Fundament deutlich zu Tage. Der ursprüngliche Bau muss zwei Mal erweitert worden sein, durch einen gotischen Choranbau und eine Verlängerung des Langhauses, das mehrfach restauriert wurde. Im Jahre 1909 erhielt das kleine Gotteshaus an der Südseite einen Sakristeianbau. Die heutige Kapelle stellt sich zum größeren Teil als einschiffiger Bruchsteinbau des 15./16. Jahrhunderts, von etwa 20 × 5 m im Grundriss, dar.
Das beschieferte Satteldach hat einen ebenfalls beschieferten Dachreiter. An der Nordseite des Langhauses sind keine Fenster. Bei den Arbeiten im Jahre 1985 wurde hier eine kleine Luke unmittelbar unter der Dachtraufe gefunden und wieder geöffnet. Sie diente in früherer Zeit wohl zur Aufnahme eines Windlichtes, das von der etwas erhöht liegenden Kapelle weit ins Land leuchtete und dem Wanderer in der Dunkelheit als Orientierungshilfe dienen sollte.
An dem dreiseitig schließenden Chor wurde 1985 unter dicken Putzschichten ein völlig erhaltenes gotisches Maßwerkfenster freigelegt. Die südliche Längswand hat drei rechteckige Fenster in Hausteinfassung, die oben etwas rundbogig sind. Ein solches Fenster findet sich auch an der Südseite des Chorquadrates. Die übrigen Apsisfenster haben Spitzbögen mit einfachem Maßwerk.
Im Langhaus ist nach Entfernung einer Balkendecke wieder eine Kölner Decke eingezogen worden. Das Chorquadrat hat ein Kreuzgewölbe, die Apsis ein dreiteiliges Gewölbe, dessen Rippen ohne Dienste oder Konsolen im Mauerwerk enden.

## Ausstattung
Der kleine hölzerne Barockaltar ist bei den Renovierungsarbeiten von einer dicken Farbschicht befreit, die ursprüngliche Fassung aus dem 17. Jahrhundert freigelegt und wiederhergestellt worden. 
Zwischen zwei gewundenen Holzsäulen mit geschnitzten Kapitellen stand in einer Muschelnische das Tabernakel, an dessen Stelle heute ein Kreuz seinen Platz hat. Über der Muschel und unter den Säulen sind Puttenköpfe angebracht. Die schönsten Ausstattungsstücke der Kapelle sind die auf den Altar-Seitenvoluten stehenden 78 cm hohen Holzstatuetten, die den heiligen Petrus und den hl. Paulus darstellen. Die im 17./18. Jahrhundert entstandenen, früher grauweiß gestrichenen Figuren sind 1981 restauriert und farbig gefasst worden.
Die Restauratoren fanden an der rechten Seiten Reste einer gotischen Wandmalerei, wohl eine Heiligendarstellung, die nicht mehr zu identifizieren ist. An der gegenüberliegenden Wand kam eine recht gut erhaltene Darstellung der hl. Apollonia zum Vorschein.
Die 1985 in neun Monaten durchgeführten Bau- und Restaurierungsarbeiten haben rund 150.000 DM gekostet, wovon die rund 170 Einwohner alleine 40.000 DM aufbrachten.
An der Epistelseite des Altars steht die Statue des Kapellenpatrons, des hl. Petrus.
Die St.-Petrus-Kapelle gehört zum Kirchspiel Hochkirchen.

## Weitere Petruskapellen in Deutschland
- Balve